# Klinikchef
Klinikchef var i Sverige en tidigare använd titulatur på den som hade det medicinska och administrativa ledningsansvaret för en klinik, ett kliniskt laboratorium etcetera. I primärvården motsvarades det av distriktsöverläkare. Ursprungligen skulle klinikchefen utses bland klinikens överläkare och den inofficiella befordringsgången var, att den som hade längst tjänstgöringstid eller var äldst tilldelades funktionen. I och med 1983 års hälso- och sjukvårdslag (HSL) gavs dock möjlighet att utse annan än läkare till klinikchef, och så skedde också i ett drygt hundratal fall. I dessa fall utsågs en medicinskt ledningsansvarig (MLA) läkare. År 1991 ändrades HSL och både det administrativa och medicinska ledningsansvaret placerades hos samma befattningshavare, benämnd chefsöverläkare. År 1997 ändrades åter  klinikledningsansvaret och titulaturen blev verksamhetschef. I de fall denne icke var legitimerad läkare tillsattes en medicinskt ledningsansvarig läkare som verksamhetschefens bisittare analogt den kommunala funktionen medicinskt ansvarig sjuksköterska (MAS). Den medicinskt ansvarige läkaren är underställd verksamhetschefen, förutom i medicinska frågor.